# Bilal Town
Bilal Town ist ein wohlhabender Stadtteil im Nordosten von Abbottabad, Pakistan. Es liegt zwischen dem Zentrum von Abbottabad und Kakul, wo sich die pakistanische Militärakademie befindet. Die Nachbarschaft der Oberschicht enthält einige große Häuser und offene Felder und hat eine große Anzahl von pensionierten Militärbeamten, die in der Gemeinde leben.
Im Mai 2011 wurde das Haus von Osama bin Laden in den südöstlichen Außenbezirken von Bilal Town von Spezialeinheiten der Navy Seals im Rahmen der Operation Operation Neptune Spear kurzfristig besetzt und bin Laden getötet.